# Fleur Pieterse
Fleur Pieterse (28 oktober 1978) is een Nederlands rolstoelbasketbalster en woont in Utrecht.
Pieterse liep door een mislukte herniaoperatie waarbij er een zenuw werd geraakt een partiële dwarslaesie op en kwam ze volledig in een rolstoel terecht.
Met het Nederlandse team heeft Pieterse meegedaan aan de Paralympische Zomerspelen 2004 te Athene en  de Paralympische Zomerspelen in Peking, waar ze de kwartfinales wist te bereiken. 
In het dagelijks leven is zij gedragskundige / GZ-psycholoog K&J io..

## Erelijst
- 2004 - Athene, zevende plaats
- 2008 - Manchester, World Cup - goud
- 2008 - Beijing, zesde plaats